# 프리양카 보세
프리양카 보세(Priyanka Bose)는 인도의 배우, 모델이다.

## 출연 작품

### 영화
- 청원 (2010)
- 디스 유스 이즈 크레이지 (2013)
- 라이언 (2016)
- 모탈: 레전드 오브 토르 (2020)

### 텔레비전
- 시간의 수레바퀴 (2021-현재)